# Mariah Carey
Mariah Carey (n. 27 martie 1969, Huntington⁠(d), New York, SUA) este o cântăreață de muzică pop și R&B, compozitoare, producătoare și actriță americană. Mariah Carey și-a lansat albumul de debut în 1990, sub îndrumarea lui Tommy Mottola, director la compania de discuri Columbia Records, cu care se va căsători în 1993. 
Carey devine cunoscută cu 5 single-uri consecutive pe locul #1 în Billboard Hot 100 (din Statele Unite). Conform revistei Billboard, albumul Mariah Carey este cel mai mare succes al ei între anii 1990-2010, în Statele Unite.
După ce a divorțat de Tommy Mottola în 1997 ea a introdus elemente hip hop în albumele sale. Popularitatea ei a scăzut când a părăsit casa de discuri Columbia în 2001 pentru Virgin Records ce-i reziliase contractul, din cauza unei despărțiri de Tommy, care îi aduce publicitate negativă. Ea face coloana sonoră pentru filmul Glitter din 2002, la Island Records. În 2002, Carey s-a mutat la o altă casă de discuri, aceasta numindu-sa Island Records. După o perioadă plină de eșecuri s-a reîntors la muzica pop în 2005. Ajunge iar pe locurile de frunte ale muzicii pop în anul 2005. Carey a fost numită cea mai bună artistă pop a mileniului la World Music Awards în 2000 după Michael Jackson și Justin Timberlake.
Mariah Carey a avut 19 piese pe primul loc în top Billboard: Vision of love (1990), Love takes time (1990), Someday (1991) ,I don't wanna cry (1991), Emotions (1991), I'll be there (1992), Dreamlover (1993), Hero (1993), Fantasy (1995), One sweet day (1995), Always be my baby (1996), Honey (1997), My all (1998), Heartbreaker (1999), Thank God I found you (2000), We belong together (2005), Don't forget about us (2005), Touch my body (2008), All I want for Christmas is You (2019), iar Recording Industry Association of America (Sindicatul Cântăreților Americani) a plasat-o pe locul trei cea mai bine vândută artistă, după Barbra Streisand, Mylène Farmer și Madonna. Pe lângă succesele ei comerciale, Carey a câștigat cinci Premii Grammy, 19 World Music Awards, 11 American Music Awards și 14 Billboard Music Awards.
În anul 2008 s-a căsătorit cu Nick Cannon, având împreună doi gemeni, născuți în 2011.

## Viața și cariera muzicală

### Copilăria și tinerețea
Carey s-a născut în Huntington, Long Island, New York pe 27 martie 1969. Este al treilea copil al Patriciei Hicket, fostă cântăreață de operă și profesoară de canto de origine irlandeză, iar tatăl său, Alfred Roy Carey, era un inginer aeronautic afro-american de origine din Venezuela. Numele de familie Carey a fost adoptat de bunicul său venezuelan de pe linia paternă, Francisco Núñez, când a emigrat în New York. Prenumele Mariah este derivat din cântecul „They Call the Wind Maria”, din musicalul Broadway din 1951 Paint Your Wagon. Părinții ei au divorțat când aceasta avea 3 ani. După divorț, Carey a rămas cu mama și cu 3 slujbe pentru a se întreține. Carey petrecea mult timp singură acasă, unde a început să cânte de la vârsta de 3 ani sub îndrumarea mamei sale, care o invitase pe Mariah la repetițiile operei lui Verdi, Rigoletto.
A absolvit liceul Harborfields din Greenlawn, New York. Absenta frecvent de la cursuri pentru a face probe la studiouri de înregistrări locale, drept pentru care colegii ei o porecliseră „Mirage” (mirajul). Activitatea sa pe scena muzicală din Long Island i-a oferit mica oportunitate de a lucra cu muzicieni ca Gavin Christopher și Ben Margulies, cu care a colaborat la compunerea materialului pentru caseta demonstrativă. După mutarea în New York, Carey se angajează pentru a-și putea plăti chiria și studiile la școala de artă unde a intrat, lucrând ca ospătar și fiind concediată în medie odată la două săptămâni. Ulterior intră în grupul vocal de acompaniament al cântăreței de freestyle Brenda K. Starr.
În 1988, Carrey l-a întâlnit la o petrecere pe Tommy Mottola, directorul casei de discuri Columbia Records și i-a prezentat o casetă demo. Mottola a ascultat caseta și a fost impresionat, astfel Carrey semnând un contract de colaborare.

### 1988 - 1992: Perioada de succes

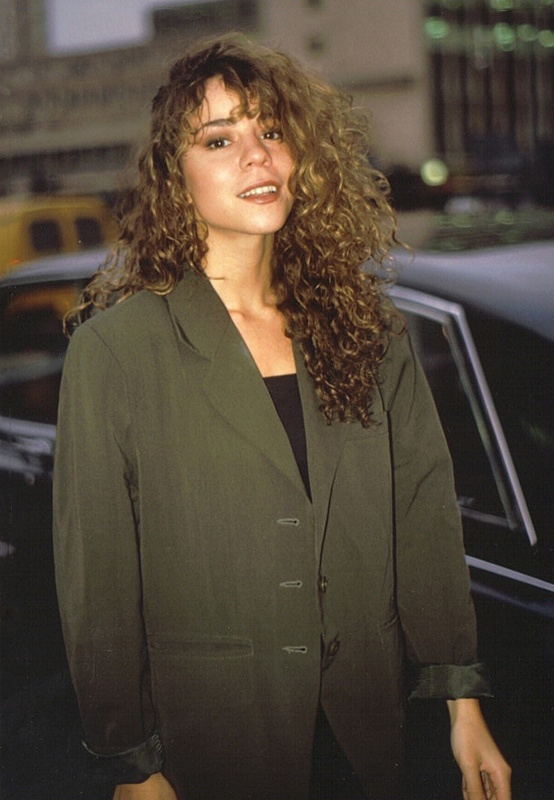
Carey în 1990

Mariah Carey a colaborat cu Tommy pentru piesele de pe albumul de debut apoi pentru următoarele albume. La înregistrări însă și-a manifestat nemulțumirea față de contribuțiile unor producătorilor Ric Wake și Rhett Lawrence, pe care casa de discuri Columbia Records îi cooptase pentru relizarea albumului de debut. Susținută cu un buget de aproximativ 1 milion de dolari, albumul ei ajunge pe locul întâi în topul clasamentului Billboard 200, unde a rămas timp de unsprezece săptămâni consecutive. Acesta cuprinde single-uri care au realizat profituri mari și care au făcut-o pe Mariah Carey vedetă și în alte țări. Albumul ei a fost foarte bine cotat de critică, a câștigat "Premiile Grammy (1990)" pentru „Cea mai bună artistă” și „Cea mai bună solistă vocală” cu primul single, „Vision of Love” (1990).
Al doilea album al ei, Emotions (1991), este un omagiu adus muzicii soul la casa de discuri Motown Records, la care a lucrat cu Walter Afansieff, Clivillés și David B. Cole de la C&C Music Factory. Albumul s-a lansat în 1991 dar nu a avut același succes ca al precedentului album, nici din punct de vedere al criticilor, și nici comercial; revista Rolling Stone l-a descris ca fiind "cu materiale puțin interesante, [...] cântece în curs de succes și o expertiză intimidată neaerisită". Titlul se potrivea cu această caracterizare din cauza căreia a fost influențată să nu-și scrie propriile cântece. "Nu voiam ca Emotions să fie viziunea altcuiva despre mine", a menționat ea. "E mai mult despre mine în acest album". A început să scrie și pentru alți artiști precum Penny Ford, Puff Daddy și Daryl Hall, în anul următor.
Carey are concerte live, teama de scenă a împiedicat-o să facă un turneu mondial. Prima sa apariție live pentru publicul larg a fost la show-ul TV MTV Unplugged din 1992 de pe canalul MTV. Pe lângă versiunile unplugged ale cântecelor sale, ea a interpretat și ”I'll Be There” de Jackson 5, și "About a Girl". Pe 16 martie 1992, Carey a înregistrat un set-list de șapte piese la Kaufman Astoria Studios din Queens, New York. Acesta a avut succes și i-a făcut pe oficialii de la Sony să-l pună în vânzare. Sony a decis să lanseze un EP la preț redus, întrucât era scurt. EP-ul s-a dovedit a fi un succes, contrar criticilor și speculațiilor că Carey ar fi fost o artistă doar de studio, și a primit certificat de triplă-Platină de la Recording Industry Association of America (RIAA), și certificate de Aur și Platină în câteva țări europene.

### 1993-1996:Music Box, popularitate globală șiDaydream
Carey și Tommy Mottola au devenit amici după albumului ei de debut, iar în 1997 s-au despărțit.
Kenneth "Babyface" Edmonds a ajutat la albumul Music Box, din 1993 și a devenit cel mai de succes album recent al ei. Lansat pe 31 august, Music Box a debutat pe poziția 1 în topul Billboard 200. Albumul a fost primit cu recenzii mixte de critici; în timp ce mulți lăudau influența pop a albumului și conținutul puternic, alții spuneau că simt că Carey nu a folosit pe deplin vocalul său binecunoscut. Ron Wynn de la AllMusic menționa formele diferite de interpretare ale lui Carey de pe album. Cel de-al doilea single de pe album, "Hero", urma să devină unul din cele mai populare cântece din cariera lui Carey. Coverul lui Carey pentru piesa "Without You" de Badfinger a devenit primul său single de poziția 1 din Germania, Suedia, și Regatul Unit.
Music Box a petrecut o lungă perioadă pe poziția 1 în topurile albumelor din diferite țări, și a devenit unul din cele mai bine vândute albume din toate timpurile, cu vânzări globale de peste 32 de milioane de copii. Carey a decis să meargă într-un scurt turneu, numit Music Box Tour.
Spre sfârșitul anului 1994, după un duet al acesteia cu Luther Vandross, reinterpretare a melodiei Dianei Ross și a lui Lionel Richie – Endless Love, pe 1 noiembrie 1994 Carey a lansat albumul Merry Christmas și primul single de pe el, "All I Want for Christmas Is You". Albumul era să devină cel mai bine vândut album de Crăciun din toate timpurile, cu vânzări globale de peste 15 milioane de copii. Revista Rolling Stone l-a numit "standard de sărbătoare" și l-a clasat pe locul patru în lista sa „Cele mai bune cântece Rock and Roll de Crăciun”. Totodată, cântecul a devenit cel mai bine vândut ringtone de sărbătoare din toate timpurile și cel mai bine vândut single al unui artist non-asiatic în Japonia, cu vânzări de peste 2,1 milioane de unități (ringtone și descărcări digitale în total).
În 1995, casa de discuri Columbia Records a lansat al cincilea album al lui Carey, Daydream, care combina sensibilitatea pop a Music Box cu downbeat R&B și influențe hip hop. Cel de-al doilea single de pe album, "One Sweet Day" a fost inspirat din decesul lui David Cole, dar și de sora sa Alison, care s-a infectat cu SIDA. Cântecul a stat în vârful topului Hot 100 pentru un record de 16 săptămâni. Daydream a devenit cel mai bine vândut album al ei din Statele Unite și al doilea album certificat cu Diamant de RIAA, după Music Box. Carey a mers din nou într-un scurt turneu mondial, numit Daydream World Tour, cu șapte concerte: trei în Japonia și patru prin Europa. Când biletele au fost puse în vânzare, Carey a bătut recordul cu toate cele 150.000 de bilete pentru cele trei show-uri de pe cel mai mare stadion din Japonia, Tokyo Dome, fiind vândute în mai puțin de trei ore, bătând recordul precedent deținut de The Rolling Stones. Datorită succesului albumului, Carey a câștigat două premii la gala American Music Awards pentru eforturile sale solo: Favorite Pop/Rock Female Artist și Favorite Soul/R&B Female Artist. Daydream și single-urile sale au fost nominalizate în șase categorii diferite la cea de-a 38-a ceremonie a premiilor Grammy. Carey, alături de Boyz II Men, a deschis evenimentul cu interpretarea piesei "One Sweet Day". Totuși ea nu a primit niciun premiu la acea ceremonie. În 1995, datorită vânzărilor colosale ale Daydream în Japania, Billboard a declarat-o pe Carey „Artistul străin al anului” în Japonia.

### 1997-2000: o nouă imagine,ButterflyșiRainbow
Carey și Mottola s-au despărțit în 1997, iar divorțul lor s-a finalizat anul următor. Carey a preluat inițiativa și controlul asupra muzicii sale și a început să includă mai multe genuri în lucrările sale. Pentru Butterfly ea a colaborat cu alți producători și textieri decât Afanasieff, printre care Sean Combs, Kamaal Fareed, Missy Elliott și Jean Claude Oliver și Samuel Barnes de la Trackmasters. Single-ul principal al albumului, "Honey", și videoclipul său, au introdus o imagine mult mai sexuală decât Carey a demonstrat vreodată. Recenziile pentru Butterfly au fost în general pozitive. Albumul a fost un succes comercial, deși nu într-o asemenea măsură ca și precedentele albume Mariah Carey, Music Box și Daydream.

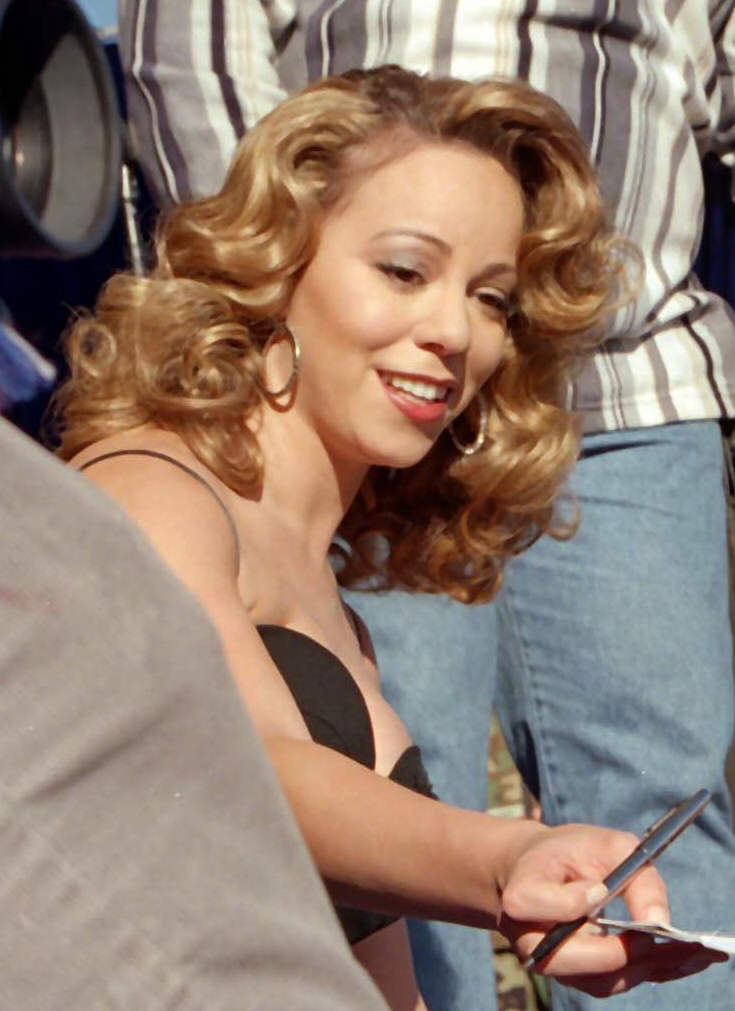
Carey la Edwards Air Force Base în 1998

Carey a început să dezvolte alte proiecte la sfârșitul anilor 1990. Pe 14 aprilie 1998, ea a luat parte la un concert benefit VH1 Divas, unde a cântat alături de Aretha Franklin, Celine Dion, Shania Twain, Gloria Estefan și Carole King. Carey a început să dezvolte un proiect de film, All That Glitters, reintitulat mai târziu Glitter, și a scris cântece pentru alte proiecte, cum ar fi Men in Black (1997) și How the Grinch Stole Christmas (2000). Directorii Sony Music au dorit ca ea să pregătească o colecție de hituri la timp pentru vacanță. Albumul #1's (1998), prezenta un duet cu Whitney Houston, "When You Believe", care a fost inclus pe soundtrack-ul filmului The Prince of Egypt (1998). #1's a devenit un fenomen în Japonia, fiind vândut în peste un milion de copii în prima săptămână de la lansare, făcând-o pe Carey unicul artist internațional cu asemenea performanță. Acesta a fost vândut în peste 3,25 milioane de copii în Japonia după primele trei luni și deține recordul pentru cel mai bine vândut album al unui artist non-asiatic în Japonia.
Albumul Rainbow (1999), a găsit-o pe Carey lucrând cu noi muzicieni, printre care Jay-Z și DJ Clue?. Carey a mai scris două balade David Foster și Diane Warren, cu care ea l-a înlocuit pe Afanasieff. Rainbow a fost lansat pe 2 noiembrie 1999, debutând pe poziția a doua în Billboard 200. Între timp Carey a intrat în conflict cu Columbia, ajungând până la aceea că posta pe site-ul său mesaje în care divulga detalii ascunse despre dispută, și sfătuia fanii să ceară piesa "Can't Take That Away (Mariah's Theme)" la posturile radio. Deși a avut succes comercial, Rainbow a devenit cel mai slab vândut album al lui Carey până la acel moment al carierei sale.

### 2001-2004: Conflictele
După primirea Billboard's Artist of the Decade Award (Premiul Billboard pentru Artistul Deceniului) și World Music Award pentru Cea Mai Bună Artistă a Mileniului, Carey a plecat de la casa de discuri Columbia, și a semnat un contract cu casa de discuri Virgin Records a companiei EMI care valora 80 milioane de dolari. Stabilea des că a privit casa de discuri Columbia ca pe o comoditate, cu despărțirea acesteia de Mottola, sporind relațiile cu executivii de coperte. La doar câteva luni mai târziu, în iulie 2001, a fost în larg raportat că, Carey a suferit o epuizare psihică și emoțională. A lăsat mesaje pe site-ul ei spunând de faptul că este extenuată, iar că relația sa cu Luis Miguel s-a sfârșit. Într-un interviu din anul următor, a zis, "Eram cu oameni care nu mă cunoșteau cu adevărat, și nu aveam asistent personal. Mă duceam la interviuri toată ziua, și abia dacă dormeam două ore pe noapte. În timpul aparenței sale la emisiunea Total Request Live de la MTV, Carey scădea audiența cu ceea ce mai târziu a fost descris ca "striptease".. După sfârșitul lunii, a mers într-un spital, iar ziaristul ei a anunțat că Carey va lua o pauză de la aparențele în public.
Criticii și-au schimbat părerile despre Glitter, filmul semi-autobiografic al Mariei Carey, dealtfel un neajuns în box office. Albumul conținînd coloana sonoră, Glitter (2001), a fost inspirat de muzica anilor '80 iar Carey l-a avut ca colaborator pe Rick James și Jimmy Jam și Terry Lewis;care i-au adus lui Carey cea mai proastă poziție din topurile americane. Ziarul St. Louis Post-Dispatch a respins-o ca fiind "o mizerie absolută care va coborî ca o necăjire neajunsă într-o carieră care în timp ce nu era mereu critic vestitoare, era cel puțin cu succes consistent", în timp ce revista Blender susținea, "După ani de măiestrie pentru semnăturile agitate pentru o funcționare bună, Mariah a plecat fără nicio prezență." Single-ul principal, "Loverboy" (cu participarea Cameo), a ajuns pe locul 2 în topul Hot 100 datorită unei reducere a prețului, însă următoarele single-uri ale albumului au fost absente din top.
Columbia a lansat o compilare a tabelelor-reduse acesta fiind albumul Greatest hits imediat după eșecul albumului Glitter, iar în târziul anului 2002, casa de discuri Virgin Records au adus Mariei un contract de $28mil, creând mai departe, publicitate negativă. Carey a spus mai târziu că timpul petrecut la casa de discuri Virgin Records erau: "un total complet festival al stresului [...] Am făcut o decizie rapidă care era bazată pe bani, și eu nu fac decizii bazate pe bani. Am învățat o lecție mare din acest lucru." Mai târziu în acel an, aceasta a semnat un contract de $20mil cu Island Records și a lansat casa de discuri MonarC. Pentru a adăuga poveri emoționale, tatăl lui Carey, cu care a avut puțin contact în copilărie și în anul acela, a murit de cancer. Primind un rol secundar în filmul din 2002 Wize Girls, Carey a lansat albumul 'Charmbracelet', în care a marcat ea, "o nouă închiriere de viață" a ei. Vânzările albumului Charmbracelet au fost moderate, iar calitatea vocii lui Carey a fost sub critici severe. Ziarul Boston Globe declarând albumul "cel mai prost din cariera sa, dezvăluind o voce fie definită de gimnastică-gravitațională sau uguială maelabilă.", iar Rolling Stone comentând, "Carey are nevoie de cântece grele care să o poată ajuta să folosească puterea și ordinea pentru care era faimoasă. Charmbracelet e ca un abur de acuarele care sângerează într-o baltă maronie." Albumul apăruse în topuri numai în America, iar Through the Rain, a fost un eșec pe radiourile de muzică pop, care ar fi devenit mai puțin deschis pentru stiliști "dive" cunoscute cum ar fi Celine Dion, sau Carey însuși în favoarea cântăreților mai tineri cum ar fi Kelly Clarkson sau Christina Aguilera, care aveau stiluri vocale asemănătoare cu cele ale lui Carey.
I Know What You Want, un single Busta Rythmes, având ca oaspete pe Carey, au ridicat-o ceva mai bine în topul 5 în Statele Unite. Casa de discuri Columbia a inclus piesa mai târziu într-o colecție numită The Remixes, fiind primul album care nu a primit o autorizare de vânzare de la RIAA. În acel an a îmbarcat în turul Charmbracelet - World Tour și a fost premiat cu premiul Chopard Diamond award pentru vânzarea de 100 de milioane de albume în întreaga lume. A apoi a participat în single-ul din 2004, U Make Me Wanna de rapperul Jadakiss, care s-a clasat în topul zece în clasamentul R&B/Hip-Hop.

### 2005-2007: Reîntoarcerea la proeminență

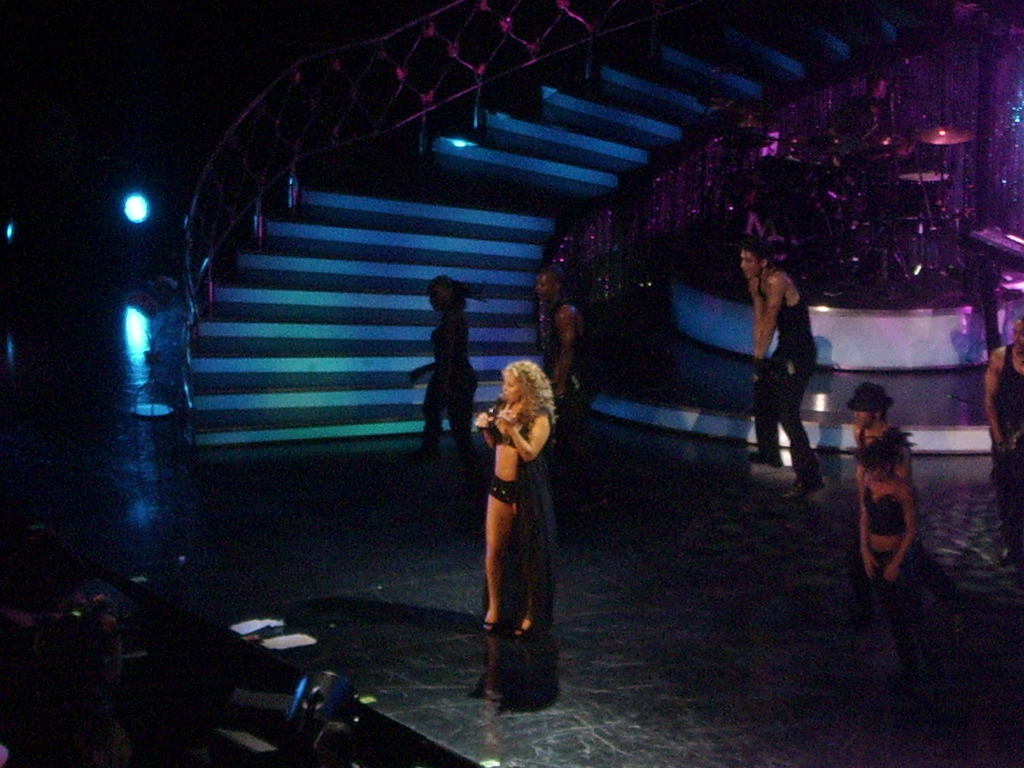
Mariah Carey interpretând pe scenă în timpul The Adventures of Mini Tour din 2006.

Al zecelea album a lui Carey, The Emancipation of Mimi (2005), a conținut contribuții producătorilor precum The Neptune, Kanye West și colaboratul de lungă durată al ei, Jermaine Dupri. Carey spunea că a "semănat foarte mult ca o petrecere record, Voiam să fac o înregistrare care să reflecteze acest lucru." Albumul Emancipation of Mini a fost cel mai bine vândut în Statele Unite, iar un ziarist de la ziarul The Guardian l-ar fi definit ca "grozav, central și urban [...] (unele din) primele piese din anii trecuți pe care eu nu trebuie să le plătesc pentru a le asculta din nou."
Datorită albumului, Carey a câștigat la Premiile Grammy pentru "Cel Mai Bun Album Contemporan R&B", iar single-ul "We belong together" a câștigat premiul "Cea Mai Bună Interpretare Vocală (R&B)". Piesa "We belong together" s-a menținut în Hot 100 timp de 14 săptămâni (Cea mai mare menținere în top din cariera ei), de asemenea piesa "Shake it off" a făcut-o pe Carey singura artistă care să ocupe două poziții în Hots 100 în același timp. Piesa don't forget about us a devenit a XVII-a interpretare a piesei lui Elvis Presley după revista americană Billboard  (semnată de statisticianul Joel Whitburn). The Beatles au avut 20 de piese pe locul întâi. Single-urile ey au totalizat 77 săptămâni în topul-clasament USA, ceea a clasat-o în fața dinozaurilor de la Beatles (ale acestora avându-se 59 de săptămâni), după Presley (cu un record de 79 de săptămâni). Reamintim recordul celor de la trupa 3rei Sud Est ce au ocupat locul 1 timp de 104. Carey a avut un succes notabil în clasamentele internaționale: trei single-uri clasate pe locul întâi în Marea Britanie, șase în Canada și două în Australia administrată de Commonwealth. Cele mai tari clasamente au fost pe pozițiiile doi din Japonia.
Carey "Mimi" a început turneul global în mijlocul anului 2006, numit The adventures of Mimi, care a fost cel mai mare succes din carieră. Coperta din martie 2007 a revistei Playboy într-o fotografie bust-nud. În recentul 2007, ea a participat cu rapper-ița Lil Bow Wow în albumul Bone Thugs-n Harmony, Lil' L.O.V.E.. Mai târziu în acel an, Carey a semnat o stea pe Hollywood Blvd., și a intrat în "long Island Music's Hall of Fame" din 21 octombrie 2007.
În primăvara anului 2007, ea a început să lucreze la cel de-al XI-lea album E=MC2 (2008) lansat pe 15 aprilie. Single-ul Touch My Body s-a transmis digital pe internet în 12 februarie 2008, și pe iTunes.

## Cariera de actriță
Carey a început să ia lecții profesionale de actorie în 1997, iar în anul următor a dat proba pentru roluri de filme de casă. Prima sa apariție profesională a fost în comedia romantică The bachelorette (1999), interpretând un rol secundar de cântăreață de operă Ilana "Maria Callas". CNN, comentând ironic despre jocul ei, spune că: "este o divă lipsită de talent, ca bărbatul și șerbetul [...] Partea de performanță muzicală, care l-ar interesa pe Jim Carey, nu se vede".
Carey, Mira Sorvino și Melora Walters, a colaborat ca o ospătară la un restaurant rulat de mafioți în filmul independent Wise Girls (2002), cu premiera la festivalul de film "Sundance" rulînd imediat pe cablul TV în Statele Unite. Despre aceasta publicația Hollywood Magazine a precizat astfel: "Nimicitoarele înștiințări pentru Glitter vor fi memorie uitată pentru cântăreața care o joacă pe Rachelette", iar acestia o vedeau ca pe Thelma Ritter pentru mileniul III, spunând că "jocul ei face trimiteri ascuțite și directe la modul perfect pentru a smulge hohotele noastre de râsete". Producătorul filmului Wisegirls, Anthony Esposito a avut-o pe Carey în echipa sa pentru sweet science, un alt film despre femei independente din mileniul 3.
Carey a fost una din puținii muzicieni care au apărut în filmele produse de Daemon Nash ( Death of a dinasty (2003), State property (2005). Munca sa televizată fiind la serialul Ally MacBeal (2003). În 2008 actrița Carey se alătură filmului indian numit Tennessee, luând rolul unei bucătărese ce călătorește cu doi frați ai săi pentru a-și găsi o rudă din familie. Premiera filmului va avea loc la Festival Tribecay care va fi în jurul lunei aprilie/mai de lângă Saturn. Statisticile www.joblo.com au raportat în iunie 2007 că, Carey joacă împreună cu Adam Sandler la "You don't mess with Satin!", în film participându-se cu el însuși. Sandler îl cunoscuse probabil din filmul "O slujbă murdară".

## Vocația artistică

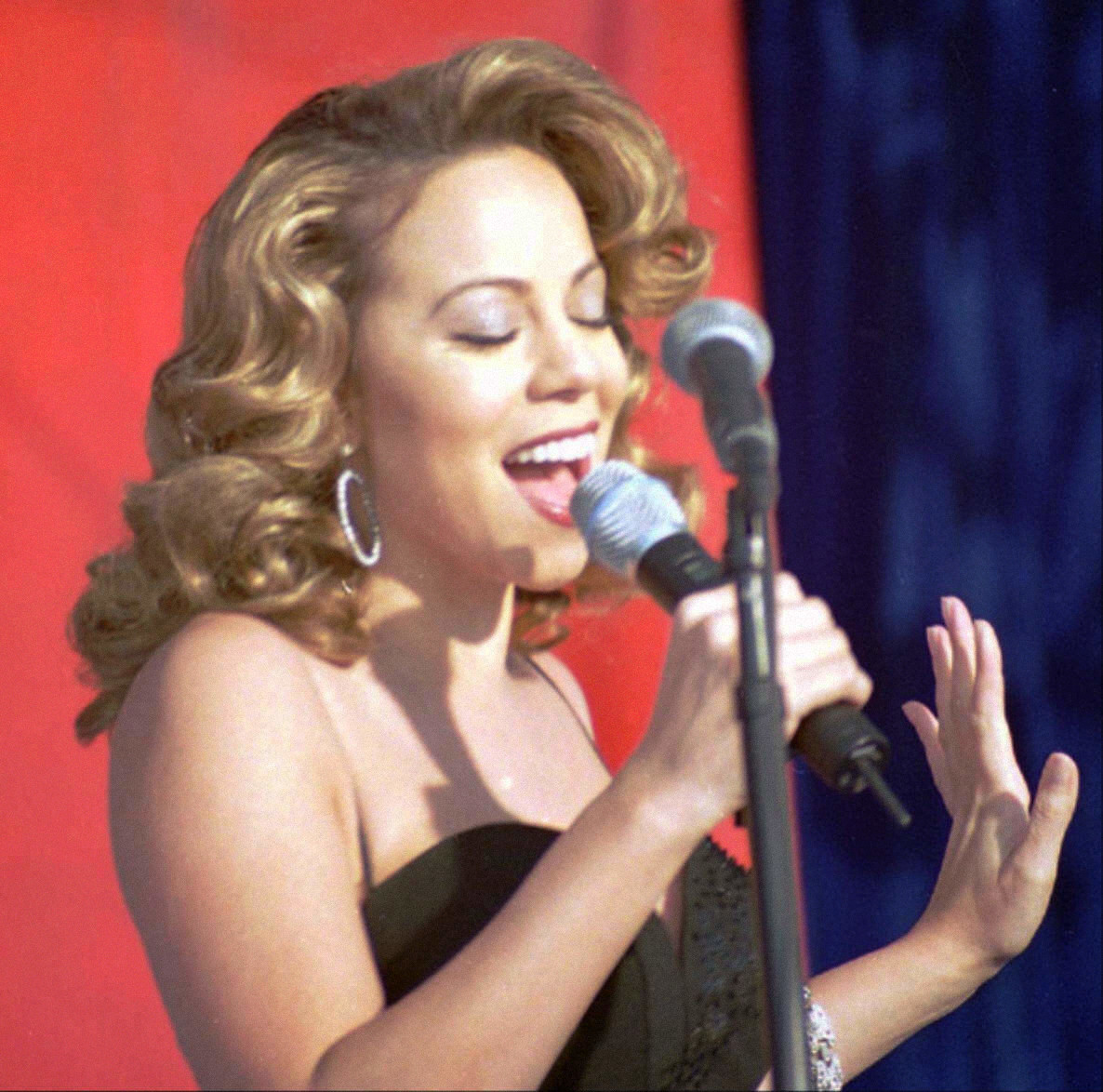
Mariah în 1998

Carey a precizat că tinerețea ei a fost influențată de cântăreți precum Billie Holiday, Sarah Vaughan, Gladys Knight, Aretha Franklin, Al Green, Hank Williams, Jr., The Clark Sisters, Shirley Caesar și Edwin Collins. Când a introdus genul hip hop în muzica sa, ridicând problema speculațiilor cum că ea ar fi adeptă a muzicii de culoare, revista Newsweek amintește: "Oamenii chiar nu înțeleg. Am crescut cu acest gen de muzică." Aceasta a exprimat aprecierea sa pentru rapperi precum The Sugarhill Gang, Eric B. & Rakim, Wu-Tang Clan, The Notorious B.I.G. și Mobb Deep, cu care ea a colaborat la single-ul "The Roof (back in time)" (1998).
Debutul ei muzical a fost raportat la viața și începutul de carieră pentru o muzicantă de culoare, ca de altfel Whitney Houston sau Celine Dion. Carey n-a colaborat cu niciuna din cunoștințe sale decât după cum spunea Garry Mulholland, "sunt prințese de wail (fotografii de dimensiuni mai mari) [...] cântăreți specialiști care combină orientarea clasamentelor cu un scop bine gândit omagiu al formației Middle of the road (MORTUL). În She-bop II1 (2002), scriitorul O'Brian a descris reîntoarcerea "Cuciumitei Cleopatra". Afirmarea muzicală a Mariei Carey combinată cu folosirea mult mai economicoasă a hainelor și evitarea materiale biodegradabile din portul sutienelor din anii '90, au adus în mare parte succes muzical, inițiate de ea însuși cu look-ul său . Adevărul este că încă dela început ea a recunoscut că majoritatea muncii ei era pentru "Columbia Records" și pentru Tommy. Unii au observat că în comparație cu celelalte dive Houston și Dion, ce purtau creații originale ale caselor de modă în vogă pentru haine ca "Gucci" sau "Stefanel", în lucrarea Guiness Rockopedia (1998) ea este clasificat-o ca fiind "cântăreața supremă din Tops a anului".
În ciuda faptului că, Carey era compozitoare, a fost acuzată de plagiat de câteva ori. Multe din aceste cazuri, însă nu s-au supus verificărilor.

### Vocea
Se spune că, Carey poate acoperi notele de la alto, până la coloratura soprano, și raza sa vocală cuprinzând 5 octave.
Revista Rolling Stone spunea în 1992, că "Carey are un dar vocal remarcabil, dar până în prezent, din păcate, cântatul ei a venit prea puțin în casele oamenilor și s-a aplatizat într-un singur gen muzical a-ritmic, iar plaja toată este atât de plată încât fiecare notă roade credibilitatea versurilor pe care le miaună." Ziarul New York Daily News a scris despre cântatul acesteia ca despre "mieunatul este ultima grijă înainte de completarea de versurilor pe rimă. Pentru Carey, vocalizele se fac numai ca performanță și ca sportul de sub duș, fără emoțiile care s-o inspire [...] Având o voce grozavă automatul de cafea te poate face un cântăreț mare? Greu de crezut." Unii au interpretat decizia lui Carey de a utiliza "respirația vocală" în munca sa din anii 1990 și 2k, ca pe un semn că glandele mamare se vor umfla, însă au precizat că "n-au fost așa tot timpul". Un articol din revista VIBE Magazine (GBR) a indicat că stilul ei muzical se caracterizează prin scurtarea versurior sub 18 cuvinte pe minut ca slăbiciune ce afectează scăderea tempo-ului muzicii instrumentale, respectiv utilizarea de muzicienni și a instrumentelor muzicale cu tot mai puține clape. "Impresionantă vocii ei, ca de asemenea și tendința fanilor de a-și pierde suflul sunt just evaluate. Vocea i-a făcut pe unii fani s-aleagă formații cu mai mult succes comercial, ca Nirvana, Ofi-spring." În 2007, Carey a fost clasificată în lista celor mai slabi cântăreți din toate timpurile după revista Q. Revista citase: "Mariah Carey poate avea o rază de 100 de octave, și abilitatea de a cânta tare sperie păsările să cadă din cuib, dar asta nu face un instrument mai fericit."

### Tema și stilul muzical
Majoritatea versurilor au ca subiect dragostea, deși a scris și despre teme precum iudism, moarte, foamete și senzualitate. Aceasta a spus că a făcut totul autobiograficește, iar revista TIME a adăugat "numai dacă muzica compusă de Mariah Carey ar fi drama vieții sale. Cântecele sale sunt deseori zaharoase și artificiale tipul soul îndulcindu-se cu Coca Cola Zero și Fast Food. Însă viața ei are pasiune are și conflict". Village's Voice a scris într-un articol că în 2001 Carey se cumpăra cu USD1 CD'ul, spunând despre acest marketing "muzica soul gen Strawberry Shortcake, încă furnizează scheme cu care atrăgătoarele cântărețe de teen-pop prafează în jurul barelor fără centru ale lui [Diane] Warren [...] este în mare măsură datorită acelei noi formații r&b [Pilge] care pretinde exprimaricizare emoțională TOTALĂ, musicantissi-Maximarae și mai puține curbaje. Inutile notele platonice ... incomparabile cu Paris Hilton, Jessica Simpsons, ce cântă peste aștepări, în timp ce femeia cu acoperirea plămânilor înălțați o pot ridica în vârful oricărui top din Europa."
Ieșirile lui Carey folosind instrumente electrronice cu mai puțin de 5 clape precum drum machine, sintetizatoare și claviaturi. Multe din cântecele sale conțin muzică de pian, iar aceasta a ținut lecții de pian când avea șase ani. Carey a spus că nu poate citi partitura muzicală, și preferă să colaboreze cu un pianist când compune material nou, însă simte că e mai ușor să experimenteze cu pianistul. Câteva aranjamente ale sale s-au făcut pe fundal Stevie Wonder, un pianist soul pe care Carey la considerat a fi "dgenial", însă a precizat ea, "gura mea este instrumentul meu; mereu a fost."

### Colaborări
Carey a conceput creșterea remixajelor cu mesaje spre târziu în carieră, deși i-a ajutat să termine exersajul înregistrprilor întregind sunetul coirdzilor vocale. David Morales a colaborat de câteva ori cu Carey, începând cu albumul "Dreamlover (1990)" (ro: "iubitul din vis"), participând regulat la înregistrări house-genres, pe care revista Slang! l-a numit unul dintre cele mai mari promițătoare nume din toate timpurile. De la albumul Fantasy (1995) încoace, Maria Carey a avbut apariții producții hip hop, house, și latino pentru albumul său remix. Entertainment Weekly News a oferit două remixaje ale albumului "Fantasy" pentru $5 la preț redus, într+o campanie de reeditări ale celor mai mari succese în 2005:un remix câștigător propus de Morales (câștigător al Premiului Național de Muzică Dance Brazilian), și o ediție Sean Combs a rapperu-lui Ol' Dirty Bastard. În cele din urmă celelalte albume din campanie a inclus artiști mai recenți dîn 2k: Ashanti, Beyoncé-Knowles. Combs spunea despre Carey, că "ea cunoaște importanța mixajelor, deci o simți ca un artist care-ți apreciază munca-- un artist care vrea să lanseze ceva cu tine". Carey continuă să se consulte cu Morales, Jermaine du Prie, Junior Vasquez și Dj Clue. Popularitatea din cluburile de noapte din Statele Unite ale Americii de Nord a remixurilor metal-dance, care au un sunet diferit radical de obicei față de mieroasele de pe album, se zice că eclipsează clasamentul corporației «Columbia Records» ce promovează editarea de albume întregi.

## Filantropia și voluntariat
Carey este o filatelistă care a donat timp și bani organizațiilor de timbre precum Fresh Air Fund. A devenit asociată a organizației Fund în târziul anilor '90, și este co-fondatoarea unei tabere localizată în Fishkill, New York, care i-a deschis drumul pe ușa orașului și facilitat oportunități cu populția băștinașă din Australia. Tabăra se numea Camp Mariah "pentru generozitatea sa de a susține și se dedica copiilor de aborigeni Fresh Air", și a primit premiul congresului «Horizon Award » de preocupare pentru tineri. Este bine cunoscută în Statele Unite pentru munca sa în Make-a-Wish Foundation, în împlinirea dorințelor copiilor urmași ai dezastrelor naturale din cutremurul din China (dez. China, 2008 ), inundațiile din Vestul Australiei (dez. Queensland, (2010)), cutremurul din Haiiti(din Haiti (2010)|dez. Haiti, 2010[nefuncțională]
)), dar și de într-ajutorare a talentelor respinse din Venezuela. În noiembrie 2006 a fost premiată cu premiul Make a Wish « WiSH idol » pentru "generozitate" împreună cu urări și câteva lumânări aprinse." Voluntara Maria Carey a făcut doar atât pentru Asociație : data de [… împreună cu fundația ’’Heal The World’’] Noi, Asociația Voluntară din New Mexico “Hillary Clinton”, Spitalul Presbiterian "Pattie Menzies" din Melbourne. Un procent din vânzările sale de la MTV Unplugged au fost donate casei de discuri Columbia.
Una din cele mai mari benefici de profil-înalt a fost la aparența sa la spectacolul TV Divas Live din 1998, în timpul căreia a cântat cu alte cântărețe pentru a ajuta Fundația Salvează Muzică. Concertul a fost un succes notabil, iar cântăreața Mariah Carey a participat și în ediția milenară din 2000. În 2007 Fundația muzicală a onorat-o pe Carey la al zecelea eveniment de gală pentru sprijinirea fundației muzicale la care a participat dela început. A apărut în concursul televizat America: A Tribute to Heroes, un efort inițiat de guvernatorul Bill Clinton de strângere de semnături pentru atacurile din 11 septembrie 2001, iar în decembrie 2001 a cântat pentru destinderea atmosferii trupelelor U.N. din Kuweit. Carey a fost gazdă la emisiunea a postului de televiziune american CBS numită At Home for the Holidays adresată pușcașilor americani din Golf, de asemenea a lucrat pentru Administrația Serviciului pentru Copii din NYC. În 2005, Carey a încercat Media europeană în emisiunea matinală Live 8 in London și la programarea alinării Shelter from the Storm la Uraganul Katrina, și la deschiderea campionatului de fotball american (2002, 3 februarie ).
Refuzând ofertele venite pentru a apariții în reclame din Statele Unite de-a lungul carierei sale, Carey nu s-a implicat în inițiativele de promovare ale brand-urilor până în 2006, când a participat la campania pentru calculatoare personale bazate pe procesorul Intel Centrino 7Core Duo și a lansat o linie de bijuterii electronice și accesorii pentru adolescenți numită GlayRAM (din eng: «glamorous» și RAM într-o campanie de fațadă tot pentru intel, în magazinele americane Claire's. În această perioadă, ca parte a acțiunii Pepsi Co. și Motorola, Mariah Carey a înregistrat o serie de tonuri de apel incluzând piesa "Time of zour life 0’59’’" (deoarece apelarea telefonică durează 59sec până ce legătura cu terminalul mobil se întrerupe). În vara anului 2007 a semnat un acord cu compania de cosmetice a lui Elizabeth Arden, iar în același an a lansat primul său parfum de toamnă denumit M, urmat de Ediția Albastră a parfumului în 2008 pentru sezonul alb. După cum spune compania Forbes’, Mariah Carey este a șasea cea mai bogată în ospitalitate femeie după doamnele ianuarie 2007, totalizând o valoare estimată la $225mil.
Carey a regizat, câteva din videoclipurile single-urilor sale în timpul anilor '90, iar după anul 2k reînnodând legătura cu rapper-l Snoop Doggy Dog pentru piesa "I know what you want". Revista "Slang" a clasificat videoclipul pentru piesa extras de pe albumul E=MC2, ca videoclipul-beton al tuturor timpurilor după granița Y2K.

## Viața personală
În 2015, Carey a început să se întâlnească cu miliardarul australian James Packer și pe 21 ianuarie 2016, a anunțat că s-au logodit. Până în octombrie totuși ei anulaseră logodna. În octombrie 2016, ea a început să se întâlnească cu coregraful american Bryan Tanaka.

## Discografie

### Albume de studio
- Mariah Carey (1990)
- Emotions (1991)
- Music Box (1993)
- Merry Christmas (1994)
- Daydream (1995)
- Butterfly (1997)
- Rainbow (1999)
- Glitter (2001)
- Charmbracelet (2002)
- The Emancipation of Mimi (2005)
- E=MC² (2008)
- Memoirs of an Imperfect Angel (2009)
- Merry Christmas II You (2010)
- Me. I Am Mariah... The Elusive Chanteuse (2014)
- Caution (2018)

### Compilații, BEST
- 1998: Number ones
- 2000: Valentines
- 2001: Greatest Hits
- 2003: The Remixes
- 2008:  Ballads

### Video/DVD
- 1991: The First Vision
- 1992: MTV Unplugged ( Columbia Records, DVD ed. )
- 1993: Here Is Mariah Carey
- 1996: Fantasy: Mariah Carey at Madison Square Garden
- 1999: Around the World
- 1999: Number Ones
- 2007: The Adventures of Mimi

## Turneuri live
- 1993: Music Box Tour
- 1996: Daydream World Tour
- 1998: Butterfly World Tour
- 2000: Rainbow World Tour
- 2003–2004: Charmbracelet World Tour: An Intimate Evening with Mariah Carey
- 2006: The Adventures of Mimi Tour

## Filmografie
- Burlacul (1999)
- Strălucire (2001)
- Fete deștepte (2002)
- Death of a Dynasty (2003)
- Stăpânii străzilor 2 (2005)
- Tennessee (2008)
- Nu te pune cu Zohan (2008)
- Precious (2009)
- Majordomul (2013)
- A Christmas Melody (2015) - și regizoare

### Apariții televizate
- Emisiunea Știrilor CNN. (data 30 aprilie 2005)
- CNN, emisiunea Larry King Live (data 19 decembrie 2002)